# Павленко Тамара Павлівна
Павленко Тамара Павлівна (дів. Пасічник, род. 7 січня 1940, с. Обухів, нині місто Київської обл.) — хоровий диригент і композитор, музично-громадський діяч, педагог. Заслужений діяч мистецтв України.

## Біография
Павленко Тамара Павлівна народилася 7 січня 1940 р. в місті Обухів.
У 1962 р. закінчила Львівське музичне училище. Її викладачем була Н. Колосова.
У 1976 р. отримала диплом Київського інституту культури (диригентсько-хоровий відділ). Навчалася у Л. Поривай.
З 1962 працює музичним педагогом в Білоцерківській школі мистецтв №1 (Київської обл.). З 1980 р. завідує вокальним відділом школи. Викладає сольний академічний спів.
Входить до Національної всеукраїнської музичної спілки. У 1999 р. їй присвоєне звання "Заслуженний діяч мистецтв України".
Т.П. Павленко — лауреат обласної музичної премії та міської літературно-мистецької премії імені Нечуя-Левицького. Вона є Почесною громадянкою м. Біла Церква, Почесною членкинею ВГО «Союз українок» — головою його міськрайонного осередку. Її ім'я внесено до біографічного словника «Жінки України».

## Творчість
Т. Павленко є автором багатьох методик, програм, підручників з музично-теоретичних дисциплін для мистецьких шкіл. Розробила низку навчальних програм хорового класу, сольного співу, сольфеджіо, а також програм з музичної літератури, де в основу були покладені реабілітовані сторінки української історії і музичного мистецтва.
Перу Тамари Павленко належать: Цикл лекцій з музичної літератури: Посібник, Біла Церква (1994); Сольфеджіо на основі українських народних пісень: Підручник, Київ (2002); Теорія музики на уроках сольфеджіо: Підручник, Біла Церква (2004); Аспекти фізіології та медицини у постановці голосу. Біла Церква (2006).
Вона видала декілька пісенних збірок:
- «Материнка» (1995),
- «За Україну, за її волю, за народ» (1998; співавт.),
- «Білоцвіт» (2000),
- «Веселковий дощ» (2001),
- «У місті нашім древньому» (2003),
- «Україна — калиновий край» (2019; усі — Біла Церква)

та ін. Деякі з них створені у співавторстві з Юрієм Павленком, Заслуженим працівником культури України.

Багато пісень написані композитором Т. Павленко у тандемі з білоцерківськими поетами: Андрієм Гудимою, Володимиром Іванцівим, Людмилою Секач, Вірою Гутник, Майєю Бондар. А пісня "Журавлиний романс", створена у співавторстві з В. Іванцівим, вважається музикальною спільнотою шедевром української пісенності. Народна артистка України Ганна Захарченко відзначала:
«Якби Тамара Павленко нічого не створила, окрім «Журавлиного романсу», — вже її творчість варта уваги» 
Композитор Тамара Павленко співпрацює з народним вокальним ансамблем "Материнка", який є її "творчою лабораторією".

## Сім'я
- Чоловік — Павленко Юрій Прокопович (1939 р.н.), український диригент, композитор, концертний виконавець, педагог, член Національної всеукраїнської музичної спілки (з 1991 р.), Заслуженний працівник культури України (з 1998 р.);
- син — Павленко Павло Юрійович (1964 р.н.), науковий співробітник ін-ту філософії ім. Г.С. Сковороди НАНУ, доктор філософських наук[2];
- донька — Крижешевська Леся Юрʼївна (1967 р.н.), директор Білоцерківської школи мистецтв №1 ім. Ю. Павленка, Заслужений працівник культури України[3].